# Gargatha (Virginia)
Gargatha è un census-designated place (CDP) degli Stati Uniti d'America, situato nello stato della Virginia, nella contea di Accomack. Secondo il censimento del 2020 gli abitanti di Gargatha ammontavano a 415.